# Cellena
Cellena è una frazione del comune italiano di Semproniano, nella provincia di Grosseto, in Toscana.

## Geografia fisica
Il borgo di Cellena è situato alle pendici dell'omonima ripa che con i suoi 881 m s.l.m. costituisce il rilievo principale dell'intero territorio comunale. Dalla cima del paese si scorge un vasto panorama: la vista spazia dalla valle del Fiora al monte Civitella, che sovrasta l'abitato di Selvena. Girando lo sguardo si risale l'alto corso del Fiora fino al monte Amiata e al monte Labbro. Dalla parte opposta il continuo del monte Civitella fino al Pitiglianese.

## Storia
Cellena compare come contrada in un documento del 6 dicembre 1046 dove Ildebrando V Aldobrandeschi rinuncia a favore di San Salvatore al Monte Amiata a varie proprietà, tra cui beni che teneva malo ordine a Cellina: il nome riconduce ad un tenimento dipendente da un minuscolo cenobio (piccola cella) alle dipendenze dell'abbazia madre. Nella festa della Santissima Trinità del giugno 1114, quando ormai il luogo fa parte dei domini Aldobrandeschi di Santa Fiora, la contessa Adalasia, vedova del conte Ranieri, i figli e le mogli donano case con masserizie, terre, vigne e selve poste in Cellena a Berta, badessa dell'abbazia di Sant'Ambrogio di Montecelso (Siena), insieme alla terra sulla quale è eretta la chiesa della Santissima Trinità del Monte Calvo e l'annesso monastero consacrati quello stesso giorno. Della donazione fa parte il podere Berta, oggi in uso civico alla famiglia Mancini, che della destinataria conserverebbe ancora il nome. Nel 1439 Cellena passa dagli Aldobrandeschi agli Sforza. Dal XVI secolo al 1787 costituisce comunello entro il distretto castrense di Santa Fiora con terra di esclusiva proprietà comitale concessa ai "terrazzani" a mezzo terratico. Dopo tale data, pur rimanendo di proprietà degli Sforza Cesarini fino al 1898, il comunello è assorbito nella Comunità di Santa Fiora e di essa fa parte fino al 1963, quando passa al nuovo comune di Semproniano.
Cellena ha sempre basato la sua economia sulle risorse della campagna. Nel 1925 i "terrazzani", escluso il podere Cellena, possiedono 105 bovini e 1190 ovini e caprini. Un carico di bestiame non sostenibile dall'ambiente, secondo i periti Piccioli-Bellini. Al 30 settembre 1934 gli abitanti risultano 378. L'abitato, composto dall'accentramento dei caseggiati Cellena, Case Leoni, Case Perugini e dal più distaccato Case Pietrini subisce un certo incremento nel 1787, quando è abbandonato Grossetello e i suoi abitanti si trasferiscono qui insieme alla parrocchia; al catasto del 1824 l'abitato, anche se più ridotto per numero di abitazioni, risulta molto simile all'attuale.

## Monumenti e luoghi d'interesse

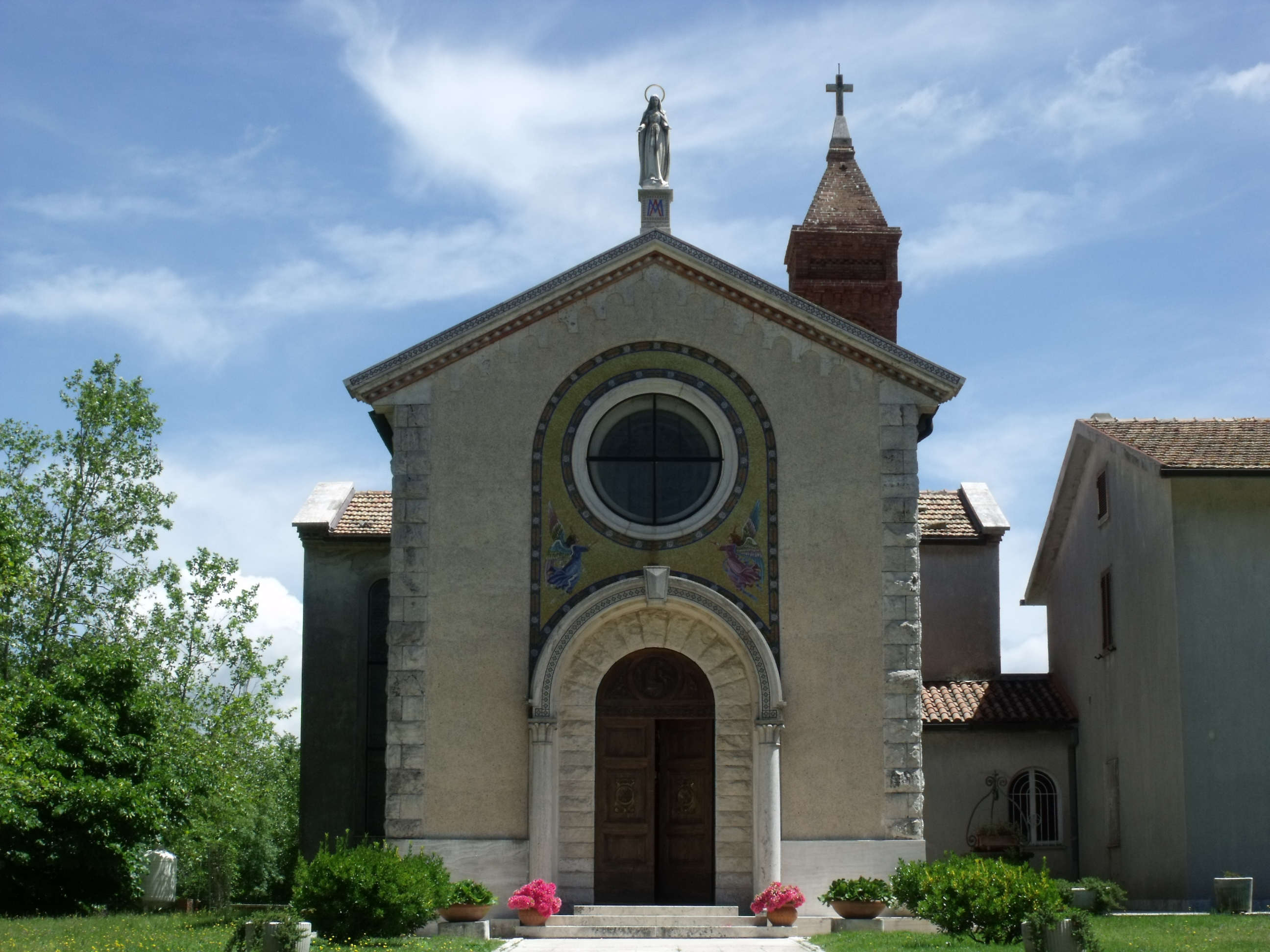
La chiesa della Santissima Annunziata

A Cellena si trova la chiesa della Santissima Annunziata, consacrata il 4 ottobre 1958, con all'interno due piccole cappelle dedicate a Sant'Antonio da Padova e al Sacro Cuore di Gesù.
La leggenda narra che a Cellena esistesse un castello situato sulla sommità della ripa. Intorno ad esso si trovavano le abitazioni dei sudditi e della plebe. In una notte, nella sala principale del castello, si festeggiava il fidanzamento della giovane castellana cellenese con il conte di Calegiano (attuale Calizzano). Erano intervenuti anche i castellani di Selvena (Rocca Silvana). Nel mezzo della festa un improvviso e funesto terremoto squassò la ripa, aprendo una grandiosa frana: il castello, le case e tutte le persone furono inghiottite dalla voragine. Ancora oggi la ripa mostra la sua enorme ferita, sferzata dal vento come in quella notte fatale.
A tutt'oggi i resti del castello non sono stati trovati, ma negli anni sessanta, quando era in funzione la cava, ogni tanto venivano alla luce materiali in terracotta, teschi umani e ossa.

## Società

### Evoluzione demografica
Quella che segue è l'evoluzione demografica della frazione di Cellena. Sono indicati gli abitanti dell'intera frazione e dove è possibile la cifra riferita al solo capoluogo di frazione. Dal 1991 sono contati da Istat solamente gli abitanti del centro abitato, non della frazione.
| Anno | Abitanti | Abitanti       |
| Anno | Frazione | Centro abitato |
| ---- | -------- | -------------- |
| 1745 | 67       | -              |
| 1833 | 97       | -              |
| 1845 | 102      | -              |
| 1931 | 335      | -              |
| 1961 | 299      | 103            |
| 1981 | 132      | 88             |
| 2001 | -        | 77             |
| 2011 | -        | 70             |